# Frédéric Baudin
Frédéric Baudin, né le 29 février 1960, est pasteur, écrivain et conférencier français.

## Formation
Il a reçu une formation universitaire (DEA - Master 2) en écologie, lettres modernes et théologie (Sorbonne-Panthéon, Paris ; Faculté des Sciences St-Jérôme, Marseille ; Faculté de lettres et Faculté Libre de Théologie Réformée, Aix-en-Provence).

## Activités
Membre fondateur de l’organisation écologique chrétienne A Rocha France, en 2000, il dirige actuellement l’association Culture-Environnement-Médias (CEM, www.cemfrance.eu). Il consacre une partie de son temps à la formation des pasteurs et des laïcs, en priorité dans les pays en développement, sur le thème « Développement durable et protection de l’environnement ».

## Ouvrages
- En quête de l’infime , roman, La Cause, 1998, 188 p., prix des auteurs protestants francophones décerné par La Cause en 1998
- Le Messie à dos d’âne. Un récit de la Passion, Excelsis, 1999, 240 p.
- D'un jardin à l'Autre, CEM, 2006, 176 p.
- Dieu est-il vert ? Écologie et foi chrétienne, Croire publications, 2007, 66 p.
- Jacob, Léa et Rachel, Excelsis, réédition en 2010, 144 p.
- La Bible et l’écologie, 2013, deuxième édition révisée et augmentée en 2020, Excelsis, collection Éclairages, 208 p.
- Mon oncle Salomon, Apologie de Qohélet (Essai libre sur l'Ecclésiaste), Kerygma, 2015, 190 p.
- Wégoubri, un bocage au Sahel (entretiens avec Henri Girard), CEM, 2017, 205 p. (disponible en anglais format kindle)
- Le Judaïsme, un regard chrétien, Croire Publications, 2019, 122 p. + Témoignage de Jacques Guggenheim.
- Ecology and the Bible, Hendrikson, 2020
- Variations sur les mots -Sion, CEM, 2021